# 热固性聚合物
热固性聚合物（英語：Thermosetting polymer，又称为热固性高分子聚合物）指具有加热后固化并且不可溶解、不融化特性的高分子聚合物，例如环氧树脂。这种高分子聚合物只可以成型一次。

## 脲甲醛
脲甲醛(Urea-formaldehyde)是其中一種熱固性塑膠，經尿素及甲醛經縮合聚合作用形成。

## 交鍵
熱固性塑膠的聚合物鏈和鏈間存在交鍵(共價鍵)，故鏈與鏈不可互相滑動，受熱時不會軟化或溶解。

## 外部連結
̈可回收型熱固樹脂技術發展：材料世界網 （页面存档备份，存于）